# The Last Amazing Grays (dal)
A The Last Amazing Grays a finn Sonata Arctica tizedik kislemeze; a The Days of Grays albumról van.

## Számlista
1. „The Last Amazing Grays” (vágott verzió) - 4:14
2. „Flag in the Ground” - (videóklip verzió) 4:10
3. „The Last Amazing Grays” (nagyzenekari verzió) - 5:10

## Közreműködők
- Tony Kakko – ének
- Elias Viljanen – gitár
- Marko Paasikoski – basszusgitár
- Henrik Klingenberg – szintetizátor
- Tommy Portimo – dob